# Roberto Luongo
Temple de la renommée : 2022
Roberto Luongo (né le 4 avril 1979 à Montréal, au Québec, Canada) est un joueur de hockey sur glace professionnel canadien d'origine italienne qui évoluait au poste de gardien de but.

## Biographie

### Enfance
Roberto Luongo est né le 4 avril 1979 dans la ville de Montréal au Québec. Il est le fils de Pasqualina et Antonio Luongo : sa mère a la double nationalité Irlando-Canadienne et son père a immigré aux États-Unis depuis Santa Paolina en Italie à la fin des années 1970.
Roberto Luongo grandit au sein du quartier italien de Montréal, Saint-Léonard et parle alors couramment anglais, français et italien. Il a deux frères cadets, Leo et Fabio et les trois garçons grandissent en jouant au hockey sur glace. Roberto pratique également le football +jusqu'à l'âge de 14 ans. L'aîné de la famille poursuit ses études dans le programme sport-études de l'école Antoine de St-Exupéry au début des années 1990. À ses débuts, il évolue en tant qu'attaquant au hockey sur glace. Même si depuis toujours, il veut jouer en tant que gardien de but, ses parents insistent pour qu'il patine bien et joue attaquant,[source détournée]. Il remplace tout de même un de ses camarades au cours d'un match et réalise un blanchissage. En août 2009, l'aréna Hebert où il fait ses débuts est renommé et prend le nom d'aréna Roberto-Luongo. À l'âge de 15 ans, Roberto Luongo évolue avec la formation de Montréal-Bourassa, une équipe qui a accueilli par le passé Martin Brodeur ou encore Félix Potvin. Il cite alors Grant Fuhr comme son joueur préféré en raison de ses arrêts de la mitaine.

### Ses années junior
Après avoir joué la saison 1994-1995 avec l'équipe de Montréal, Luongo participe au repêchage de la Ligue de hockey junior majeur du Québec. Il est sélectionné par les Foreurs de Val-d'Or lors du premier tour et est le deuxième joueur choisi après Pierre Dagenais. Il fait ses débuts avec les Foreurs pour la saison 1995-1996 en jouant 23 rencontres pour six victoires puis participe à trois parties lors des séries éliminatoires.
Luongo est le gardien titulaire des Foreurs lors de la saison suivante en jouant 60 rencontres pour un record d'équipes de 32 victoires. Il est mis en avant par la LHJMQ en recevant le trophée Michael-Bossy du meilleur espoir professionnel de la saison. Son équipe se classe troisième de la division Lebel mais perd en finale de division contre les Olympiques de Hull, futurs vainqueurs des séries. En juin 1997, Luongo est sélectionné lors du repêchage d'entrée de la Ligue nationale de hockey ; il est appelé par les Islanders de New York en tant que quatrième joueur. Il est le premier gardien à avoir été repêché aussi rapidement depuis le repêchage amateur de 1968.
Malgré cette sélection, la carrière de Luongo ne fait que démarrer et il reste jouer dans la LHJMQ pour la saison 1997-1998. Il enregistre alors 27 victoires en 54 rencontres dont sept blanchissages, un record pour la ligue junior, record toujours d'actualité au début de la saison 2013-2014. Au cours de la saison, il participe avec l'équipe du Canada au championnat du monde junior en décembre 1997-janvier 1998 ; il est un des deux gardiens de l'équipe avec Mathieu Garon et participe à trois des rencontres de son équipe alors que cette dernière se classe huitième de la compétition,. L'équipe de Val-d'Or se classe quatrième de la saison régulière mais parvient à la finale des séries contre l'Océanic de Rimouski. Quatre matchs suffisent à l'équipe menée offensivement par Jean-Pierre Dumont, le meilleur compteur des séries, pour remporter la Coupe du président.
Au mois de septembre, il participe au camp d'entraînement des Islanders et participe même à des matchs amicaux mais les dirigeants de l'équipe jugent qu'il n'est pas encore prêt et qu'il doit encore améliorer certains aspects de son jeu. Âgé de moins de 20 ans, il est également trop jeune pour avoir l'occasion de rejoindre l'équipe affiliée dans la Ligue américaine de hockey aux Islanders, les Lock Monsters de Lowell. Luongo commence donc la saison 1998-1999 avec les Foreurs puis, en décembre, rejoint l'équipe du Canada pour le championnat du monde junior. Les résultats de l'équipe du Canada a des meilleurs résultats que la saison précédente puisqu'elle accède à la finale du championnat devant son public. La finale oppose le Canada à l'équipe de Russie qui s'impose sur le score de 3-2 en prolongation sur un but d'Artiom Tchoubarov. Luongo est tout de même mis en avant par les journalistes et la Fédération internationale de hockey sur glace puisqu'il reçoit le titre de meilleur gardien du tournoi et est élu dans l'équipe type du tournoi.
Au cours du championnat du monde, il est échangé et quitte les Foreurs pour rejoindre le Titan d'Acadie-Bathurst au cours d'un échange impliquant six joueurs. Quelques jours plus tard, le 8 janvier, il signe son premier contrat professionnel pour trois saisons et un montant de 2,5 millions de dollars. Le Titan finit la saison à la troisième place de la division Frank-Dilio puis se hisse en finale des séries. Luongo aide son équipe à remporter la Coupe du Président avec quatre victoires et trois défaites contre l'équipe de Hull. L'équipe joue par la suite la Coupe Memorial mais encore une fois l'équipe de Luongo ne passe pas le premier tour et perd en trois rencontres. En août 2012, l'équipe du Titan lui rend hommage en « retirant son numéro »,.

### Ses débuts professionnels avec les Islanders de New York
Luongo commence la saison 1999-2000 avec les Lock Monsters de Lowell dans la LAH mais en novembre il rejoint l'équipe de la LNH, le gardien remplaçant de l'équipe, Wade Flaherty, s'étant blessé à l'épaule. Il joue son premier match dans la grande ligue le 28 novembre contre les Bruins de Boston, une victoire 2-1 et réalise 43 arrêts. Au cours des rencontres ses performances sont telles qu'en décembre, l'équipe des Islanders n'hésite pas à échanger Potvin, leur gardien titulaire, aux Canucks de Vancouver en retour de Kevin Weekes. Le 27 décembre, il réalise le premier blanchissage de sa carrière au cours d'une victoire 3-0 contre Boston. Il joue 26 rencontres dans la LAH et 24 parties dans la LNH. Sur l'ensemble de la saison, Luongo joue 24 rencontres de la saison de la LNH et 27 dans celle de la LAH. L'équipe des Islanders n'est pas qualifiée pour les séries de la Coupe Stanley mais celles des Lock Monsters. Luongo participe ainsi aux séries de la LAH qui s'arrêtent au deuxième tour après avoir été battu en quatre rencontres par les Bruins de Providence.

### Avec les Panthers, des saisons sans séries

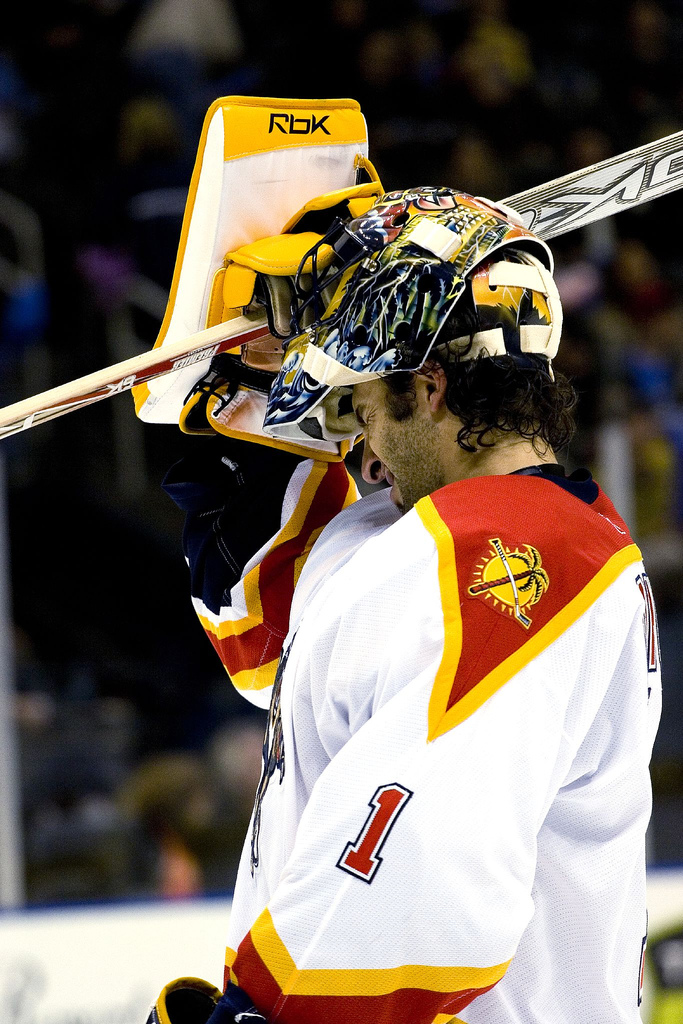
Luongo avec les Panthers de la Floride en 2005

Lors du repêchage d'entrée de 2000, les Islanders sélectionnent Rick DiPietro en tant que tout premier choix de la séance. Ils décident d'en faire leur gardien titulaire et échangent Luongo avec Olli Jokinen en retour d'Oleg Kvacha et de Mark Parrish aux Panthers de la Floride,. Avant cet échange, l'équipe des Islanders s'était déjà séparée de Weekes et alors que Luongo, se voyant déjà le gardien n°1 de l'équipe pour la saison suivante, est surpris de cette décision soudaine.
Luongo rejoint sa nouvelle équipe pour la saison 2000-2001 et il joue en tant que doublure de Trevor Kidd, plus expérimenté que Luongo dans la LNH. Il joue trois rencontres dans la LAH sur l'ensemble de la saison avec les Panthers de Louisville, passant le plus clair de son temps dans la LNH. Ainsi, à la fin de la saison régulière, il a derrière lui 47 matchs joués contre 42 pour Kidd. Avec cinq blanchissages au cours de la saison, il bat le record détenu jusque-là par John Vanbiesbrouck,. L'équipe de Luongo ne se qualifie pas pour les séries mais il est convié à jouer le championnat du monde 2001 avec le Canada. Luongo et Fred Brathwaite se partagent les rencontres et Luongo gagne son premier match du tournoi contre l'Italie 3-1. Il joue son deuxième match contre la Suisse lors du deuxième tour mais au début du deuxième tiers-temps sur un arrêt de la mitaine, il se casse l'index et quitte alors le match et la compétition.
Début septembre 2001, il signe une prolongation de contrat avec les Panthers pour quatre saisons. Lors de la saison 2001-2002, la LNH met en place un nouvel événement lors de son traditionnel Match des étoiles de la LNH : un match entre les recrues de la ligue. Kristian Huselius et Luongo sont les deux représentants de l'équipe au sein de l'équipe « Melrose » qui s'impose avec 37 arrêts de Luongo et deux buts de son coéquipier. L'équipe de la Floride se classe quatrième de sa division alors que Luongo ne finit pas la saison à cause d'une blessure récoltée fin mars contre les Canadiens de Montréal.
Luongo est de retour dans les rangs des Panthers pour la saison 2002-2003 et le 6 février 2003, il réalise un blanchissage, le 14e de sa carrière avec l'équipe de Floride et dépasse alors le record de Vanbiesbrouck. Une douzaine de jours plus tard, il compte son sixième blanchissage de la saison et dépasse alors son propre record établit lors de sa première saison. Son équipe se classant quatrième de la division Sud-Est, elle est éliminée une nouvelle fois des séries. Il prend part au championnat du monde 2003 qui se joue en Finlande. Il rentre en jeu pour le deuxième match de l'équipe contre la Lettonie et aide le Canada à l'emporter sur le score de 6-1. Luongo remporte sa deuxième victoire lors d'un blanchissage 2-0 contre la Suisse. Sean Burke joue dans les buts pour le Canada lors de la victoire en quarts-de-finale contre l'Allemagne mais Luongo rentre en jeu lors de la demi-finale quand Burke sort au bout d'une demi-heure de jeu contre la République Tchèque ; le Canada s'impose 8-4. La finale du tournoi oppose donc le Canada à la Suède. Le Canada s'impose au terme d'une prolongation 3-2 avec Anson Carter dans le rôle du buteur décisif pour son pays.
En février 2004, il joue le 54e Match des étoiles de la LNH. Un mois plus tard, le 2 mars, il décroche son septième jeu blanc de la saison pour un nouveau record d'équipe mais cette dernière se classe une nouvelle quatrième de sa division à la fin de la saison 2003-2004. Luongo reçoit un nombre record pour la LNH de 2 745 lancers au cours de la saison régulière et il est un des joueurs nommé pour recevoir le trophée Vézina du meilleur gardien de la saison. Il est cependant devancé par un autre gardien natif de Montréal, Martin Brodeur. Comme la saison précédente, Luongo rejoint la sélection nationale pour le championnat du monde mais cette fois en tant que gardien numéro un de l'équipe. La finale du tournoi oppose une nouvelle fois le Canada et la Suède et Luongo remporte une nouvelle médaille d'or alors que son équipe s'impose sur le score de 5-3.
Il participe aux Jeux olympiques d'hiver de 2006 avec cinq autres joueurs de son équipe alors que le Canada finit le tournoi olympique à la septième place. Le 13 avril 2006, il décroche sa 107e victoire dans la LNH avec l'équipe de la Floride battant le record de victoires détenu par Vanbiesbrouck. Avant la fin de la saison, il aide son équipe à remporter encore une victoire mais cela sera la dernière avant longtemps. En effet, le 23 juin 2006, il est échangé aux Canucks de Vancouver avec le défenseur Lukas Krajicek en retour de l'attaquant Todd Bertuzzi, de l'arrière Bryan Allen et du gardien Alex Auld. En cinq saisons, il a décroché de nombreux records pour les Panthers : le plus grand nombre de matchs, 317, le plus grand nombre de victoires, 107, et également le plus grand nombre de blanchissages, 26.

### Suite de sa carrière
Le joueur signe un contrat de quatre saisons avec les Canucks le 28 juin pour le salaire moyen de 6,8 millions $ par année. À la suite de ce transfert, Luongo a conclu sa première saison avec les Canucks avec un dossier de 47 victoires en 75 parties jouées. Ce dossier lui a permis de participer pour la première fois aux séries. Lors de son premier match en séries éliminatoires, le 11 avril 2007, il réussit à bloquer 72 des 76 tirs dirigés contre lui par les Stars de Dallas, un record dans la LNH, après 138 minutes et 6 secondes de jeu. Les Canucks de Vancouver ont gagné ce match cinq à quatre, après quatre périodes de prolongation. En 2007, il a participé aux 55e Match des étoiles de la Ligue nationale de hockey.

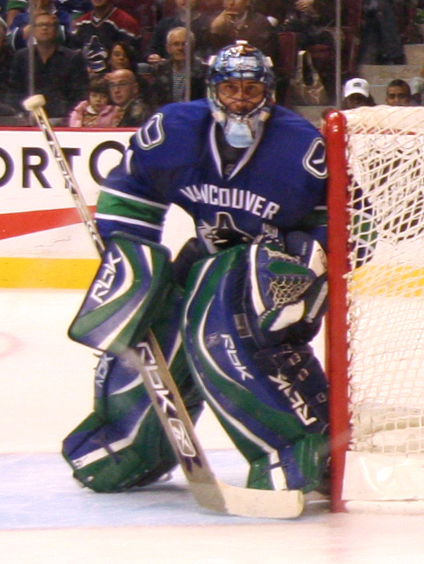
Roberto Luongo sous le maillot des Canucks de Vancouver.

Également sélectionné pour le 56e match, il déclare finalement qu'il ne préfère pas jouer. En effet, sa femme, Gina, étant enceinte, il préfère manquer le match ainsi que le match de son équipe le 29 janvier contre les Stars de Dallas pour aller la rejoindre en Floride.
Il est le dix-septième gardien de l'histoire de la LNH ayant le statut de capitaine de son équipe des Canucks de Vancouver à la suite du transfert de Markus Näslund chez les Rangers de New York, le premier depuis Bill Durnan des Canadiens de Montréal en 1947-1948.
En 2011, avec une fiche de 38 victoires, 15 défaites et 7 défaites en prolongation en 60 parties, il est candidat pour le trophée Vézina qui est gagné par Tim Thomas. Les Canucks gagnent le trophée des présidents avec 117 points. Accédant aux séries, les Canucks et Luongo éliminent successivement les Blackhawks de Chicago, champions en titre en 7 parties, les Predators de Nashville en 6 matches et les Sharks de San José en 5 parties pour accéder à la troisième finale de la Coupe Stanley des Canucks et la première de Luongo. En finale, ils affrontent les Bruins de Boston de Tim Thomas. Dans la série, malgré des matchs difficiles de 4-0 et 8-1 Luongo et Vancouver poussent la série jusqu'au septième match. Luongo et Vancouver perdent cependant à domicile sur le score de 4-0.
En mars 2014, il quitte les Canucks et retourne jouer avec les Panthers.
Le 26 juin 2019, il annonce sa retraite du hockey professionnel.

### Carrière internationale
Médaillé d'or aux Jeux olympiques d'hiver de 2010, à Vancouver, faisant partie de l'équipe du Canada. Il a pris part à tous les matchs sauf un, États-Unis-Canada, lors duquel Martin Brodeur a joué.

## Statistiques

### Statistiques en club
| Saison     | Équipe                  | Ligue          |       | Saison régulière | Saison régulière | Saison régulière | Saison régulière | Saison régulière | Saison régulière | Saison régulière | Saison régulière | Saison régulière | Saison régulière |    | Séries éliminatoires | Séries éliminatoires | Séries éliminatoires | Séries éliminatoires | Séries éliminatoires | Séries éliminatoires | Séries éliminatoires | Séries éliminatoires | Séries éliminatoires |
| Saison     | Équipe                  | Ligue          | PJ    | V                | D                | Pr/N             | Min              | BC               | Moy              | % Arr            | Bl               | Pun              | PJ               | V  | D                    | Min                  | BC                   | Moy                  | % Arr                | Bl                   | Pun                  |                      |                      |
| 1994-1995  | Montréal-Bourassa       | QAAA           | 25    | 10               | 14               | 0                | 1 465            | 94               | 3,85             | -                | 0                | -                | -                | -  | -                    | -                    | -                    | -                    | -                    | -                    | -                    |                      |                      |
| 1995-1996  | Foreurs de Val-d'Or     | LHJMQ          | 23    | 6                | 11               | 4                | 1 201            | 74               | 3,70             | 87,8             | 0                | 0                | 3                | 0  | 1                    | 68                   | 5                    | 4,41                 | -                    | 0                    | 0                    |                      |                      |
| 1996-1997  | Foreurs de Val-d'Or     | LHJMQ          | 60    | 32               | 21               | 2                | 3 305            | 171              | 3,10             | 90,2             | 2                | 4                | 13               | 8  | 5                    | 777                  | 44                   | 3,40                 | -                    | 0                    | 0                    |                      |                      |
| 1997-1998  | Foreurs de Val-d'Or     | LHJMQ          | 54    | 27               | 20               | 5                | 3 046            | 157              | 3,09             | 89,9             | 7                | 2                | 17               | 14 | 3                    | 1 019                | 37                   | 2,18                 | -                    | 2                    | 16                   |                      |                      |
| 1998       | Foreurs de Val-d'Or     | Coupe Memorial | -     | -                | -                | -                | -                | -                | -                | -                | -                | -                | 3                | 0  | 3                    | 180                  | 19                   | 6,33                 | -                    | 0                    | -                    |                      |                      |
| 1998-1999  | Foreurs de Val-d'Or     | LHJMQ          | 21    | 6                | 10               | 2                | 1 176            | 77               | 3,93             | 90,2             | 1                | -                | -                | -  | -                    | -                    | -                    | -                    | -                    | -                    | -                    |                      |                      |
| 1998-1999  | Titan d'Acadie-Bathurst | LHJMQ          | 22    | 14               | 7                | 1                | 1 340            | 74               | 3,31             | 91,4             | 0                | 2                | 23               | 16 | 6                    | 1 400                | 64                   | 2,74                 | 91,5                 | 0                    | 0                    |                      |                      |
| 1999       | Titan d'Acadie-Bathurst | Coupe Memorial | -     | -                | -                | -                | -                | -                | -                | -                | -                | -                | 3                | 0  | 3                    | 180                  | 11                   | 3,67                 | -                    | 0                    | -                    |                      |                      |
| 1999-2000  | Lock Monsters de Lowell | LAH            | 26    | 10               | 12               | 4                | 1 517            | 74               | 2,93             | 90,8             | 1                | 0                | 6                | 3  | 3                    | 359                  | 18                   | 3,01                 | 91,9                 | 0                    | 0                    |                      |                      |
| 1999-2000  | Islanders de New York   | LNH            | 24    | 7                | 14               | 1                | 1 292            | 70               | 3,25             | 90,4             | 1                | 0                | -                | -  | -                    | -                    | -                    | -                    | -                    | -                    | -                    |                      |                      |
| 2000-2001  | Panthers de Louisville  | LAH            | 3     | 1                | 2                | 0                | 178              | 10               | 3,38             | 91,7             | 0                | 0                | -                | -  | -                    | -                    | -                    | -                    | -                    | -                    | -                    |                      |                      |
| 2000-2001  | Panthers de la Floride  | LNH            | 47    | 12               | 24               | 7                | 2 628            | 107              | 2,44             | 92,0             | 5                | 2                | -                | -  | -                    | -                    | -                    | -                    | -                    | -                    | -                    |                      |                      |
| 2001-2002  | Panthers de la Floride  | LNH            | 58    | 16               | 33               | 4                | 3 030            | 140              | 2,77             | 91,5             | 4                | 2                | -                | -  | -                    | -                    | -                    | -                    | -                    | -                    | -                    |                      |                      |
| 2002-2003  | Panthers de la Floride  | LNH            | 65    | 20               | 34               | 7                | 3 627            | 164              | 2,71             | 91,8             | 6                | 4                | -                | -  | -                    | -                    | -                    | -                    | -                    | -                    | -                    |                      |                      |
| 2003-2004  | Panthers de la Floride  | LNH            | 72    | 25               | 33               | 14               | 4 252            | 172              | 2,43             | 93,1             | 7                | 2                | -                | -  | -                    | -                    | -                    | -                    | -                    | -                    | -                    |                      |                      |
| 2005-2006  | Panthers de la Floride  | LNH            | 75    | 35               | 30               | 9                | 4 305            | 213              | 2,97             | 91,4             | 4                | 2                | -                | -  | -                    | -                    | -                    | -                    | -                    | -                    | -                    |                      |                      |
| 2006-2007  | Canucks de Vancouver    | LNH            | 76    | 47               | 22               | 6                | 4 490            | 171              | 2,29             | 92,1             | 5                | 10               | 12               | 5  | 7                    | 847                  | 25                   | 1,77                 | 94,1                 | 0                    | 0                    |                      |                      |
| 2007-2008  | Canucks de Vancouver    | LNH            | 73    | 35               | 29               | 9                | 4 233            | 168              | 2,38             | 91,7             | 6                | 4                | -                | -  | -                    | -                    | -                    | -                    | -                    | -                    | -                    |                      |                      |
| 2008-2009  | Canucks de Vancouver    | LNH            | 54    | 33               | 13               | 7                | 3 181            | 124              | 2,34             | 92,0             | 9                | 4                | 10               | 6  | 4                    | 618                  | 26                   | 2,52                 | 91,4                 | 1                    | 0                    |                      |                      |
| 2009-2010  | Canucks de Vancouver    | LNH            | 68    | 40               | 22               | 4                | 3 899            | 167              | 2,57             | 91,3             | 4                | 0                | 12               | 6  | 6                    | 707                  | 38                   | 3,22                 | 89,5                 | 0                    | 0                    |                      |                      |
| 2010-2011  | Canucks de Vancouver    | LNH            | 60    | 38               | 15               | 7                | 3 590            | 126              | 2,11             | 92,8             | 4                | 2                | 25               | 15 | 10                   | 1 427                | 61                   | 2,56                 | 91,4                 | 4                    | 0                    |                      |                      |
| 2011-2012  | Canucks de Vancouver    | LNH            | 55    | 31               | 14               | 8                | 3 162            | 127              | 2,41             | 91,9             | 5                | 4                | 2                | 0  | 2                    | 117                  | 7                    | 3,59                 | 89,1                 | 0                    | 0                    |                      |                      |
| 2012-2013  | Canucks de Vancouver    | LNH            | 20    | 9                | 6                | 3                | 1 197            | 51               | 2,56             | 90,7             | 2                | 0                | 3                | 0  | 2                    | 140                  | 6                    | 2,57                 | 91,5                 | 0                    | 0                    |                      |                      |
| 2013-2014  | Canucks de Vancouver    | LNH            | 42    | 19               | 16               | 6                | 2 148            | 96               | 2,38             | 91,7             | 3                | 0                | -                | -  | -                    | -                    | -                    | -                    | -                    | -                    | -                    |                      |                      |
| 2013-2014  | Panthers de la Floride  | LNH            | 14    | 6                | 7                | 1                | 804              | 33               | 2,46             | 92,4             | 1                | 2                | -                | -  | -                    | -                    | -                    | -                    | -                    | -                    | -                    |                      |                      |
| 2014-2015  | Panthers de la Floride  | LNH            | 61    | 28               | 19               | 12               | 3 528            | 138              | 2,35             | 92,1             | 2                | 0                | -                | -  | -                    | -                    | -                    | -                    | -                    | -                    | -                    |                      |                      |
| 2015-2016  | Panthers de la Floride  | LNH            | 62    | 35               | 19               | 6                | 3 585            | 141              | 2,35             | 92,2             | 4                | 4                | 6                | 2  | 4                    | 0                    | 439                  | 2,05                 | 93,4                 | 0                    | 0                    |                      |                      |
| 2016-2017  | Panthers de la Floride  | LNH            | 40    | 17               | 15               | 6                | 2 327            | 104              | 2,68             | 91,5             | 1                | 4                | -                | -  | -                    | -                    | -                    | -                    | -                    | -                    | -                    |                      |                      |
| 2017-2018  | Panthers de la Floride  | LNH            | 35    | 18               | 11               | 2                | 1 966            | 81               | 2,47             | 92,9             | 3                | 0                | -                | -  | -                    | -                    | -                    | -                    | -                    | -                    | -                    |                      |                      |
| 2018-2019  | Panthers de la Floride  | LNH            | 43    | 18               | 16               | 5                | 2 347            | 122              | 3,12             | 89,9             | 1                | 0                | -                | -  | -                    | -                    | -                    | -                    | -                    | -                    | -                    |                      |                      |
| Totaux LNH | Totaux LNH              | Totaux LNH     | 1 044 | 489              | 392              | 91               | 59 879           | 2 515            | 2,52             | 91,9             | 77               | 46               | 70               | 34 | 35                   | 4 295                | 178                  | 2,49                 | 91,8                 | 5                    | 0                    |                      |                      |

## Transactions
- 21 juin 1997 - Sélectionné par les Islanders de New York dans le 1er Tour, 4e au total durant le Repêchage d'entrée dans la LNH 1997
- 8 janvier 1999 - Signe un contrat de 3 ans d'une valeur de 2 775 000$ avec les Islanders de New York.
- 24 juin 2001 - Échangé aux Panthers de la Floride avec Olli Jokinen en retour de Mark Parrish et Oleg Kvacha.
- 25 août 2005 - Signe un contrat d'un an d'une valeur de 3 200 000$ avec les Panthers de la Floride en arbitrage.
- 23 juin 2006 - Échangé aux Canucks de Vancouver avec Lukáš Krajíček et un choix de 6e round en retour de Todd Bertuzzi, Bryan Allen et Alex Auld.
- 29 juin 2006 - Signe un contrat de 4 ans d'une valeur de 27 000 000$ avec les Canucks de Vancouver.
- 2 septembre 2009 - Signe une extension de contrat de 12 ans d'une valeur de 64 000 000$ avec les Canucks de Vancouver.
- 4 mars 2014 - Échangé aux Panthers de la Floride avec Steven Anthony en retour, les Canucks de Vancouver obtiennent Jacob Markström et Shawn Matthias.

## Trophées et honneurs personnels
- 1996-1997 : trophée Mike-Bossy du meilleur espoir professionnel de la LHJMQ
- 1997-1998 : Coupe du président de la LHJMQ
- 1998-1999 :
  - médaille d'argent au championnat du monde junior
  - meilleur gardien du championnat du monde junior
  - élu dans l'équipe type selon les journalistes du championnat du monde junior
  - Coupe du président de la LHJMQ
- 2001-2002 : joue le match des recrues lors du 52e match des étoiles
- 2002-2003 : médaille d'or au championnat du Monde
- 2003-2004 :
  - joue le 54e match des étoiles[29]
  - médaille d'or au championnat du Monde
  - membre de la deuxième équipe d'étoiles de la LNH
  - médaille d'or à la Coupe du Monde
- 2004-2005 : médaille d'argent au Championnat du monde
- 2006-2007 : 
  - invité au Match des étoiles de la LNH
  - membre de la deuxième équipe d'étoiles de la LNH
- 2008-2009 : 
  - invité au Match des étoiles de la LNH
  - récipiendaire du trophée du favori des amateurs de la LNH - Scotiabank Fan Fav Award
- 2010-2011 : 
  - récipiendaire avec Cory Schneider du trophée William-M.-Jennings de la LNH
  - gardien ayant eu le plus de victoire durant cette saison, 38, dans la LNH
- 2013-2014 : récipiendaire d'une médaille d'or au tournoi olympique avec l'équipe du Canada
- 2014-2015 : invité au Match des étoiles de la LNH
- 2015-2016 : invité au Match des étoiles de la LNH
- numéro 1 retiré par les Foreurs de Val-d'Or[48]
- numéro 1 retiré par Titan d'Acadie-Bathurst[49]
- numéro 1 retiré par les Panthers de la Floride[50]